# Tobi Stoner
Tobi Neal Stoner (né le 3 décembre 1984 à Landstuhl, Allemagne de l'Ouest) est un lanceur droitier de baseball qui évolue dans les Ligues majeures avec les Mets de New York.

## Carrière
Tobi Stoner est drafté par les Mets de New York au 16e tour en 2006. Il joue son premier match dans les majeures le 10 septembre 2009. Il prend part à 4 parties en fin de saison, lançant 9 manches en relève pour New York.
Il ne lance que deux manches et un tiers dans l'uniforme des Mets en 2010, encaissant la défaite à sa seule sortie en relève.